# سات باراشار
سات باراشار خبير هندي في الإدارة المالية والأعمال التجارية والتعليم. يحمل عضوية عدة مجالس إدارة في عدد من الشركات والمؤسسات الإدارية. ساهم في العديد من الأعمال وإدارة المدارس والشركات والبنوك في آسيا والشرق الأوسط ولا سيما في الهند وسنغافورة ونيبال والإمارات والبحرين وعمان وقطر. تم تعيينه في أعلى مستوى أكاديمي في المعهد الهندي للإدارة أحد كليات إدارة الأعمال الأعلى مرتبة في الهند في عام 2004 وكان أيضا مدير المعهد الهندي للإدارة في إندور بالهند من 2004 إلى 2008.

## التعليم
باراشار يحمل شهادة الماجستير في الاقتصاد من مدرسة دلهي للاقتصاد في عام 1971 وحصل على درجة الدكتوراه من كلية العلوم الإدارية بجامعة دلهي عام 1981. كان عنوان أطروحته للدكتوراه «إدارة السيولة في الشركات الهندية المختارة».

## السيرة
باراشار رئيس مركز الصيرفة في معهد البحرين للدراسات المصرفية والمالية. كما تولى باراشار رئاسة قسم البحوث والدراسات ومعهد الإمارات للدراسات المصرفية والمالية في الشارقة بالإمارات من 1999 إلى 2004. يحمل باراشار اليوبيل الذهبي لكرسي أستاذ العلوم المالية في معهد التنمية الإدارية. وقبل ذلك كان أستاذ مشارك للرياضة المالية في معهد كزافييه للعلاقات العمالية وعضو هيئة التدريس في جامعة دلهي.

## الجوائز
تم تقييم باراشار بأكاديمي ممتاز في عام 2003 في معهد الإمارات للدراسات المصرفية والمالية. نشرت المقابلة في صحيفة تايمز الهندية في 11 يوليو 2005 وكان عنوانها: «جوهرة التاج» الذي سلط الضوء على التحول في الاجتماع الحكومي الدولي في فترة زمنية قصيرة.

## المناصب
تم تعيين باراشار في مجلس إدارة المؤسسات والشركات الأكاديمية التالية لخبرته في مجال التمويل والإدارة والإدارة التربوية:
- عضو مجلس الإدارة في مؤسسة التمويل المحدودة، الهند.
- عضو مجلس الإدارة في بهارات للإلكترونيات المحدودة، الهند.
- مدير غير تنفيذي في شركة نقل الطاقة المحدودة، الهند.
- عضو مجلس المحافظين في كلية الإدارة الرشيدة وتحليل السياسات.
- عضو مجلس المحافظين في المعهد الهندي للإدارة بأندور.
- عضو مجلس المحافظين في معهد التمويل الدولي والإدارة، الهند.
- عضو مجلس إدارة مؤسسة الولايات المتحدة الهندية التعليمية.
- عضو الفريق الاستشاري في لجنة تقرير التنمية البشرية بحكومة ولاية ماديا براديش، 2005.
- عضو لجنة الطاقة العليا لتطوير كلية المؤسسات الفنية 2006 بمجلس الهند للتعليم الفني.
- المدعو الخاص للفريق العامل بلجنة الرقابة بلجنة التخطيط التابعة لحكومة الهند.
- عضو في المجلس التنفيذي لرابطة مدارس الإدارة الهندية، 2006-2007.
- عضو المجلس الاستشاري بكلية إدارة الأعمال جابي، نويدا، الهند.
- عضو مجلس الأكاديمية بمعهد انكا شارادا الهندي لإدارة البحوث، الهند.
- عضو مجلس الإدارة في شركة بيثامبور للسيارات العنقودية المحدودة، نيودلهي.
- عضو الهيئة الدولية الاستشارية في هيئة علماء الإدارة الهندي.
- عضو الهيئة الأكاديمية الاستشارية في مركز دراسات الإدارة.
- عضو المجلس الاستشاري الوطني بكلية خانديلوال للعلوم الإدارية والتكنولوجيا.

## المنشورات
نشر أكثر من 40 بحثا علميا في المجلات الأكاديمية وقام بتأليف أو شارك في التأليف العديد من الكتب. وهو عضو في هيئة تحرير المجلة الهندية المالية والبحوث ومجلة الجمعية الهندية للإدارة المالية والمجلة الدولية للمسابقة الأعمال والنمو.